# Карфіллі
Карфі́ллі (англ. Caerphilly, валл. Caerffili) — місто на південному сході Уельсу, в області Карфіллі.
Населення міста становить 31 060 осіб (2001).